# Éric
Pour les articles homonymes, voir Eric (homonymie).
Pour l’article ayant un titre homophone, voir Héric (homonymie).
Éric est la forme masculine, de langue française, de l'anthroponyme suédois Erik, désignant saint Éric de Suède, mort le 18 mai 1160. Ainsi, on fête les Éric le 18 mai.

## Étymologie
L'anthroponyme suédois Erik procède du vieux norrois Eiríkr ou ÆiríkR. Le premier élément Ei- / Æi est issu du proto-germanique *ainaz « un, seul, unique », moins probablement du proto-germanique *aiṷ- « temps de la vie, vitalité » (> vieux norrois *aiwaz « toujours »). Le second élément -ríkr s'explique par le proto-germanique *rīkia- « puissant, distingué, riche » ou *rīkaz « gouvernant, dirigeant, chef ». Les formes reconstituées du proto-norrois donnent respectivement *Aina-rikiaR ou *Aiwa-rikiaR. Le proto-germanique *rīks (roi) est un emprunt au celtique *rīgs.
Certes, l'histoire de France connait plusieurs Éric comme par exemple Éric (Airy) de Verdun (521-591), Éric (Heiric) d'Auxerre (841-876) et Éric (Erric) de Lorraine (1576-1611), mais sans lien de causalité[réf. nécessaire] avec l'actuelle forme de langue française Éric qui est un import du suédois de la deuxième moitié du XXe siècle[réf. nécessaire]. 
La forme de langue anglaise Eric n'est pas un import du suédois mais elle est directement issue du vieux norrois Eiríkr ou ÆiríkR de par la domination viking puis danoise de l'Angleterre de 793 à 1066[réf. nécessaire]. 
Contrairement à la forme de langue française Éric, la forme de langue allemande Erich n'est pas un import suédois mais a une origine en vieux haut allemand et en vieux saxon. Cependant Erich a la même étymologie proto-germanique que celle de l'anthroponyme suédois Erik[réf. nécessaire]. Encore aujourd'hui, les patronymes allemands apparentés à Erich se rencontrent principalement dans le Nord de l'Allemagne[réf. nécessaire].
La forme de langue italienne Erico est à la fois un import du suédois Erik en référence à Saint Éric de Suède, un import du danois Erik en référence à Saint Éric IV roi martyr du Danemark (fêté le 10 août) et un import de l'anglais Eric[réf. nécessaire].
Tableau des mentions les plus anciennes par pays actuel :
| Pays actuel | Année | Langue         | Mention originale |
| ----------- | ----- | -------------- | ----------------- |
| Danemark    | 1282  | Latin médiéval | Ericus            |
| Estonie     | 1437  | Bas allemand   | Erick             |
| Finlande    | 1405  | Vieux suédois  | Ericx             |
| France      | 1163  | Latin médiéval | Eiricus           |
| Allemagne   | 1304  | Latin médiéval | Ericus            |
| Islande     | 1495  | Islandais      | Eijriks           |
| Suède       | 1269  | Latin médiéval | Ericum            |

## Variantes étrangères
- Allemand : Erich
- Breton : Erig (forme bretonne).
- Anglais : Eric
- Espéranto : Eriko
- Finnois: Erkki
- Italien : Erico
- Letton : Ēriks
- Poitevin : Eri
- Polonais : Eryk
- Portugais : Eurico
- Suédois : Erik
- Danois : Yorick (variante de Georges-Éric)
- Norvégien : Erik, Eirik
- Tshiluba : Erika, Erike
- la plupart des autres langues : Erik

## Popularité du nom
Ce prénom est peu donné jusque dans les années 1930, bien qu'il figure dans le calendrier des saints de l'église catholique en tant que saint Éric. Il connaît un pic de popularité autour des années 1960 (année pic : 1965),.
Éric ne figure pas dans le calendrier romain général de 1960, par contre il figure dans le calendrier romain général de 1969. Éric figure sur la plupart des calendriers des postes, en France, depuis 1970.

## Éric comme nom de personne ou prénom

### Saint
- Éric IX de Suède, fêté le 18 mai.

### Personnalités

#### Éric
- Éric Abidal, footballeur français
- Erick Cibanda, musicien chrétien congolais
- Éric Antoine
- Éric Aumonier, prélat catholique français
- Éric Bouad, chanteur français du groupe Les Musclés
- Éric Besson, homme politique français
- Éric Boisset, écrivain français
- Éric Champ, rugbyman français
- Éric Cantona, footballeur français
- Éric Caulier, docteur en anthropologie belge
- Éric de Rus, philosophe et écrivain français
- Éric Essono Tsimi, écrivain et dramaturge camerounais
- Éric Carrière (humoriste) du duo comique Les Chevaliers du Fiel
- Éric N'Gapeth, volleyeur franco-camerounais
- Éric Dupond-Moretti, avocat pénaliste français
- Éric Judor, du duo comique Éric et Ramzy
- Éric Laurent, psychanalyste français
- Éric Naulleau, éditeur français
- Éric Rohmer, cinéaste français
- Éric-Emmanuel Schmitt, écrivain français
- Éric Serra, compositeur de musique français
- Éric Tabarly, navigateur français
- Éric Woerth, homme politique français
- Éric Zemmour, homme politique français

#### Eric
- Eric Adjetey Anang, plasticien ghanéen.
- Eric Bledsoe, basketteur américain dans la NBA
- Eric Campbell, basketteur américain.
- Eric Clapton, chanteur/guitariste et compositeur britannique.
- Eric Delmare, peintre, sculpteur et écrivain.
- Eric Gerets, entraîneur belge de football
- Eric Saade, chanteur suédois.
- Eric Schmidt, président exécutif et ex-PDG de Google.
- Eric Voegelin, philosophe américain du XXe siècle.
- Eric Mc, rappeur auteur-compositeur-interprète, disc jockey et activiste révolutionnaire togolais

#### Érik
- Érik Emptaz, journaliste.

#### Erik
- Erik le Rouge, explorateur norvégien ayant découvert le Groenland
- Erik Satie, musicien
- Erik Scavenius, homme politique islandais
- Erik Orsenna, écrivain
- Erik L'Homme, écrivain
- Erik ten Hag, footballeur puis entraineur néerlandais
- Erik Zabel, coureur cycliste allemand
- Erik Per Sullivan, acteur américain
- Erik Lamela, footballeur argentin

#### Erick
- Erick Mombaerts, footballeur puis entraineur
- Erick Lantin, illusionniste

#### Erich
- Erich von Drygalski, explorateur, géographe, géophysicien et scientifique polaire allemand
- Erich von Stroheim, acteur, scénariste réalisateur et écrivain américain.
- Erich Spitz, ingénieur et physicien

#### Fiction
- Eric Cartman, personnage de South Park.
- Eric (ou Erik), personnage du film américain Les Vikings de Richard Fleischer, interprété par Tony Curtis (1958)
- Éric, roman de Terry Pratchett
- Erik le Rouge, personnage et héros de la Saga d'Erik le Rouge
- Erik, personnage fictif du roman Le Fantôme de l'Opéra
- Erik Nietzsche, mes années de jeunesse, film danois réalisé par Jacob Thuesen

## Personnalités royales

### Personnalités royales du Danemark
- Éric Ier de Danemark, roi de Danemark entre 1095 et 1103
- Éric II de Danemark, roi de Danemark entre 1134 et 1137
- Éric III de Danemark, roi de Danemark entre 1137 et 1146
- Éric IV de Danemark, roi de Danemark entre 1241 et 1250
- Éric V de Danemark, roi de Danemark entre 1259 et 1286
- Éric VI de Danemark, roi de Danemark entre 1286 et 1319
- Éric VII de Danemark, roi de Danemark, de Norvège et de Suède entre 1396 et 1459, roi de l'union de Kalmar

### Personnalités royales de Norvège
- Éric Ier de Norvège, roi de Norvège de 933 à 935
- Éric Håkonsson, jarl norvégien, roi de Norvège de 1000 à 1015
- Éric II de Norvège, roi de Norvège de 1280 à 1299
- Éric de Poméranie, roi de Norvège de 1389 à 1459, roi de Danemark, de Norvège et de Suède entre 1396 et 1459, roi de l'union de Kalmar

### Personnalités royales de Suède
- Éric VI de Suède, roi de Suède de 970 à 994-995
- Éric VII de Suède
- Éric VIII de Suède
- Éric IX de Suède
- Erik Trolle, vice-roi et régent de Suède lors de l'union de Kalmar
- Erik Axelsson Tott, vice-roi et régent de Suède lors de l'union de Kalmar
- Éric X de Suède
- Éric XI de Suède
- Éric XII de Suède
- Éric XIII de Suède, roi de Danemark, de Norvège et de Suède entre 1396 et 1459, roi de l'union de Kalmar
- Éric XIV de Suède

### Pseudonyme
- Erik (1912-1974), auteur français de bande dessinée.

## Autres
- Éric (roman)
- Erić
- (4954) Eric, astéroïde
- Prince Éric